# Sunil Chhetri
Sunil Chhetri (ur. 3 sierpnia 1984 w Secunderabadzie) – indyjski piłkarz występujący na pozycji napastnika. W latach 2005—2024 reprezentacji Indii. Należy do niego rekord liczby występów drużynie narodowej. Ze zdobytymi 94 golami jest nie tylko najlepszym strzelcem w historii swojej reprezentacji, ale również czwartym najlepszym strzelcem w rozgrywkach reprezentacyjnych na świecie (więcej mają tylko Cristiano Ronaldo, Ali Daei, Lionel Messi. Uważany jest za jednego z najlepszych piłkarzy w historii Indii.

## Kariera klubowa
Sunil Chhetri rozpoczął swoją karierę w Mohun Bagan AC w 2002 roku. W latach 2005–2008 był zawodnikiem klubu Boavista. W 2007 został nagrodzony tytułem Piłkarza Roku w Indiach. W latach 2008–2009 występował w Kingfisher East Bengal Club, z którym zdobył Puchar Federacji w 2009 roku.
W latach 2009–2010 był zawodnikiem Dempo Goa, z którym zdobył mistrzostwo Indii w 2010. W 2010 wyjechał do amerykańskiego klubu Sporting Kansas City, stając się pierwszym hinduskim piłkarzem w lidze MLS. W Sportingu był rezerwowym i nie zdołał zadebiutować w lidze.
W 2011 roku został zawodnikiem United Sports Club, a następnie wrócił do Mohun Bagan AC. W tym samym roku został laureatem nagrody Arjuna Award.
W 2012 roku wzbudził zainteresowanie europejskich klubów. Podpisał 2-letni kontrakt z Sportingiem i zgodził się grać w rezerwach. Zadebiutował w drugiej lidze portugalskiej w wygranym 2-0 meczu przeciwko SC Freamunde w którym wszedł z ławki w 85 minucie. W 2013 Chhetri niezadowolony z rzadkiej gry w klubie poprosił o wypożyczenie. Trafił do indyjskiego Churchill Brothers SC, gdzie zagrał 8 meczów i zdobył 4 gole. Powrócił z wypożyczenia i nie przedłużył kontraktu.
Od 9 czerwca 2016 reprezentuje Bengaluru FC. W 2019 roku zdobył z drużyną Indian Super League.

## Kariera reprezentacyjna
W reprezentacji Indii Chhetri zadebiutował w 2005 roku. W 2007 uczestniczył w eliminacjach Mistrzostw Świata 2010. W meczach z Libanem zdobył dwie bramki. W 2008 Chhetri znalazł się w kadrze na AFC Challenge Cup. Była to druga edycja turnieju, odbywała się ona na terenie Indii. Podczas turnieju Chhetri zdobył 4 bramki, w tym 3 w finale z Tadżykistanem, dzięki czemu został MVP meczu. Wygranie tego turnieju oznaczało dla reprezentacji Indii wywalczenie awansu do Pucharu Azji 2011, po 27-letniej przerwie. Dotychczas w reprezentacji rozegrał 150 spotkań i strzelił 94 bramki.